# オオメダカナガカメムシ
オオメダカナガカメムシ Malcus japonicus はカメムシ目メダカナガカメムシ科の昆虫の1つ。クワの葉裏に見られる。

## 特徴
体長5.5mmの昆虫。全体に暗褐色をしており、体表には点刻が多く、また黄色の短い毛が全体に生えている。頭部はやや矩形で複眼は黒褐色、単眼は2個で、互いに接近して頭の中央にある。触角は細長くて、その第1節は太くて短くて黒褐色をしており、第2節、第3節は細長くて黄色、第3節が第2節より多少長い。第4節はやや太くなっており、第1節と同じくらいの長さで黒褐色となっている。前胸背は前端が幅狭く、後方に向かって広まる。全体に暗褐色で、前の縁の部分と正中線は黒、点刻が多く、中央部の両側側面近くに瘤状の突起が1対ある。小楯板は小さくて暗褐色をしており、基部の両端に黄色の小さな斑紋がある。前翅はその基部の革質部が暗褐色で点刻が多く、基部近くと先の方に1対ずつ淡い色の斑紋がある。膜質部は黒褐色で数個の淡い色の斑紋がある。腹部の後半部の側面ははっきりした鋸歯状となっている。身体の下面は全体に黒く、歩脚は細くて全体に淡い黄褐色。

## 生態など

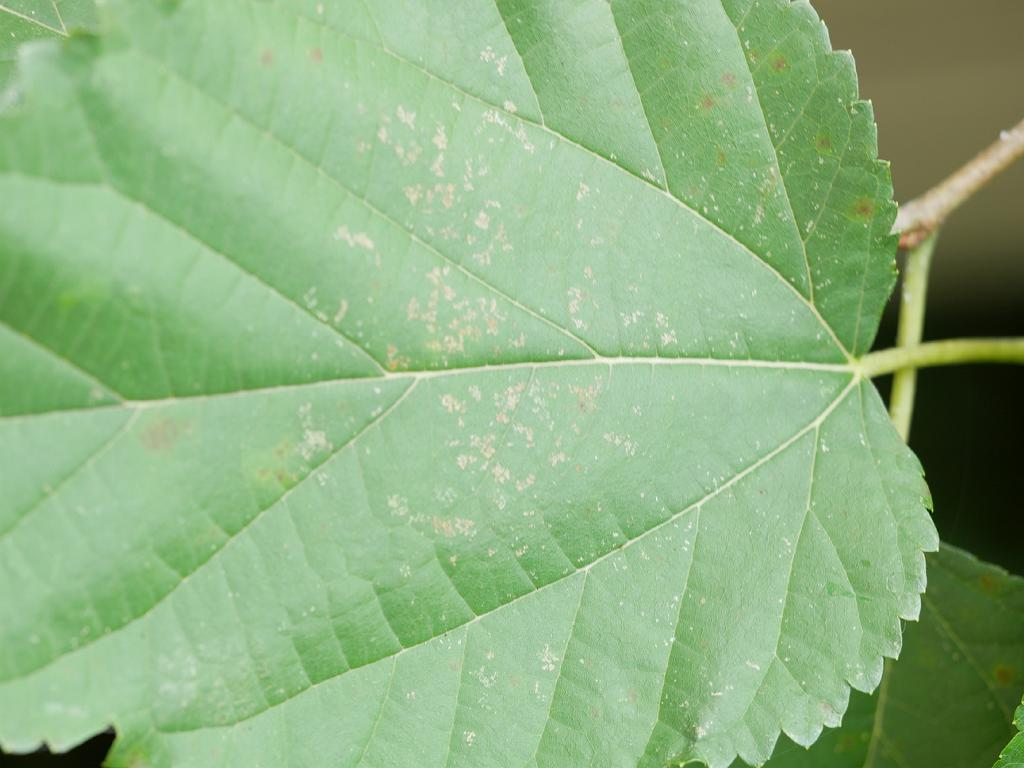
本種の食痕

クワに着いてみられる。葉裏にいるのがよく見られる。ただし害虫としては影響は少ないらしく、農業害虫の本などにも記述がない。

## 分布
日本では本州、四国、九州に見られ、国外では朝鮮半島と中国南部から知られる。

## 分類
本種の所属するオオメダカナガカメムシ属は東アジアから南アジアに約30種が知られるが、日本からは本種のみが知られる。日本に産する近縁種としては同じ科のメダカナガカメムシ Chauliopes fallax があるが、この種は体長3mmの小型の種で、身体はずっと寸胴で、また複眼が明らかに突出しているなど、本種とはかなり見かけが異なる。この種はマメ科の害虫としてよく集団で出現する。